# Jüdische Gemeinde Recklinghausen
Die Jüdische Gemeinde Recklinghausen ist eine jüdische Einheitsgemeinde im Ruhrgebiet. Sie ist Mitglied im Landesverband der Jüdischen Gemeinden von Westfalen-Lippe.

## Geschichte

### Mittelalter und Frühe Neuzeit
Die früheste Erwähnung von Juden in der Stadt Recklinghausen ist für das Jahr 1305 belegt. Namentlich bekannt ist Gottschalk von Recklinghausen, der von Lochern aus seinen Geschäften nachging und in erster Linie als Geldverleiher tätig war. Er wurde während der Judenverfolgungen zur Zeit des Schwarzen Todes 1349/1350 getötet. Für ein organisiertes jüdisches Gemeindewesen im Mittelalter und früher Neuzeit sind wenige Nachweise zu finden. Ein Rabbiner, der sich später taufen ließ und antijüdische Schriften verbreitete, Gerson von Recklinghausen, später Christian Gerson, (1569–1622), stellte im Jahr 1600 den Antrag, nach Münster gehen zu dürfen.

### 19. und erstes Drittel der 20. Jahrhunderts
Ab den 1810er Jahren zogen nach und nach jüdische Familien nach Recklinghausen. Erst 1828 erfolgte die Gründung einer Gemeinde. Eine Synagoge (1880), ein Gemeindehaus (1930), eine Schule mit (1908) Mikwe und einige jüdische Vereine entstanden. Durch die Industrialisierung folgte der Zuzug von Juden aus Osteuropa. Gleichzeitig wuchs die Gemeinde stetig an. Hatte sie 1880 nur 72 Mitglieder, so konnte 1905 schon 298 Gemeindemitglieder gezählt werden. Im Jahr 1904 wurde deshalb eine neue Synagoge an der Limperstraße errichtet.
Von 1903 bis 1922 und später von 1934 bis 1938 war Recklinghausen Sitz eines Bezirksrabbiners. Der letzte Bezirksrabbiner in Recklinghausen war Selig Auerbach, er emigrierte Ende 1938 über die Niederlande nach England und später in die USA.

### Schoah
Während der Novemberpogrome wurde am 9. November 1938 die Synagoge von Recklinghausen, die unmittelbar am Polizeipräsidium und nur 150 m vom Feuerwehrdepot entfernt lag, angezündet und  vollständig zerstört. Viele Gemeindemitglieder flohen in die Niederlande. Die verbliebenen Gemeindemitglieder wurden am 24. Januar 1942 aus den „Judenhäusern“ verschleppt, zunächst nach Gelsenkirchen und dann nach Dortmund verbracht. Am 27. Januar 1942 verließ der „Dortmunder Transport“ die Stadt und deportierte die Familien in das Ghetto Riga. Lediglich drei alte Juden durften noch wenige Monate in einem Altersheim verbleiben, bis auch sie „evakuiert“ wurden. Die meisten wurden ermordet; nur wenige überlebten. Das 1948 auf dem Jüdischen Friedhof errichtete Mahnmal verzeichnet die Namen von 215 Holocaust-Opfern aus Recklinghausen und den Nachbarstädten.

### Nach der Schoah
Nach Kriegsende hielten sich nur noch 16 Juden in der Stadt auf. An die Opfer wird unter anderem auf Stolpersteinen erinnert. Am 10. Juli 1955 konnte eine kleine neue Synagoge eingeweiht werden. 1959 waren es 83 Gemeindemitglieder. 1962 wurde mit den Nachbargemeinden die Jüdische Gemeinde Bochum-Herne-Recklinghausen gebildet. Diese hatte im Jahr ihrer Gründung 76 Mitglieder.
1990 wuchs die Gemeinde mit dem Zuzug von Juden aus den Nachfolgestaaten der Sowjetunion. Nach Plänen von Hans Stumpfl und Nathan Schächter wurde deshalb neben dem Gemeindehaus von 1930 und dem 1955 angebauten Betsaal eine neue Synagoge gebaut und am 26. Januar 1997 eröffnet. Die Synagoge wurde vom Architekten Nathan Schächter entworfen. Sie bietet Platz für 157 Beter.
1999 trennte sich die Gemeinde von Bochum und es entstanden die Gemeinden Recklinghausen und Bochum-Herne-Hattingen. 2004 hatte die Gemeinde 624 Mitglieder, mehr als jemals zuvor in ihrer Geschichte; 477 Mitglieder wurden 2024 gezählt.
Vorsitzender der jüdischen Gemeinde Recklinghausen ist seit 2006 Mark Gutkin.